# Carico di glicogeno
Il Carico di glicogeno è una pratica dietetica finalizzata a massimizzare la prestazione atletica e a ridurre l’acqua nel compartimento extracellulare, al fine di migliorare rapidamente e visibilmente la definizione muscolare. Gli ormoni e l’esercizio fisico condizionano le fisiologiche riserve di glicogeno muscolare e le strategie dietetiche atte a incrementarle. Un ruolo fondamentale è ricoperto dal bilancio idro-elettrolitico. Attualmente, la letteratura scientifica è estremamente limitata e datata, soprattutto per quanto riguarda le donne. La maggior parte degli studi risale agli anni compresi tra il 1980 e il 1990. Di questi, nessuno prende in esame specificamente la settimana precedente la gara. Inoltre, la maggior parte di queste ricerche non fornisce indicazioni dettagliate riguardo all’assunzione di macro- e micronutrienti, di integratori alimentari o di liquidi e non riporta informazioni circa i fattori di confondimento come i programmi di allenamento, la fase della preparazione e l’utilizzo di farmaci a scopo dimagrante o anabolizzante. 
Fino agli anni ’60, nei confronti dell’alimentazione in campo sportivo si procedeva con teorie prive di fondamenti scientifici e affidate alle convinzioni personali suffragate solamente da luoghi comuni o vecchie leggende. Nel 1967 con la pubblicazione dei lavori scientifici di Bergström et al., un gruppo di ricercatori scandinavi, e i successivi lavori degli anni ’80 di Sherman e collaboratori, si fece finalmente chiarezza sul ruolo del glicogeno muscolare. Nel 2019 la Dott.ssa Valeria Galfano ha descritto le basi molecolari del carico di glicogeno con un articolo che sintetizzava la letteratura disponibile, pubblicato sulla rivista scientifica "L'Endocrinologo".

## Fisiologia del glicogeno
Il glicogeno è un importante substrato energetico durante l’allenamento di resistenza e una sua deplezione compromette la contrazione muscolare attenuando il rilascio di ioni calcio dal reticolo sarcoplasmatico e sopprimendo la funzione della Na-K-ATPasi, conducendo in ultima analisi alla riduzione della prestazione fisica.
A livello subcellulare, il glicogeno è immagazzinato in 3 zone: intra-miofibrillare, inter-miofibrillare e nello spazio subsarcolemmatico. La distribuzione del glicogeno nel muscolo scheletrico umano è compartimentata ed eterogenea, con una maggiore concentrazione di particelle nello spazio sub-sarcolemmatico rispetto allo spazio intra e intermiofibrillare. Il volume delle singole particelle di glicogeno è maggiore nello spazio inter e intra-miofibrillare rispetto a quello nello spazio subsarcolemmatico. Questi compartimenti anatomici hanno probabilmente un diverso significato metabolico.
Fridén e collaboratori hanno paragonato il modello di deplezione del glicogeno durante una maratona a quello durante un intenso esercizio anaerobico. Hanno trovato che, alla fine della maratona, la frazione di glicogeno sub-sarcolemmatica non si era esaurita mentre le altre localizzazioni erano “vuote”. Al contrario, nelle fibre muscolari dei soggetti che hanno eseguito l’esercizio anaerobico, c’era un esaurimento delle riserve sub-sarcolemmatiche, mentre le posizioni peri-mitocondriali sono rimaste intatte. I ricercatori hanno concluso che, a seconda del tipo di esercizio, si possono osservare modelli sequenziali di utilizzazione del glicogeno hanno suggerito un metabolismo compartimentalizzato dello stesso. Le frazioni inter-miofibrillare e sub-sarcolemmatica hanno dimostrato proprietà biochimiche distinte adattamenti differenziali all’aumento o alla diminuzione dell’attività muscolare. È interessante notare che il glicogeno intra-miofibrillare è quello preferibilmente esaurito durante l’esercizio prolungato e potrebbe avere un ruolo fondamentale nel rilascio di ioni calcio dal reticolo sarcoplasmatico e nel mantenimento del normale accoppiamento eccitazione-contrazione muscolare.

## Carico di glicogeno nel bodybuilding
Durante la restrizione calorica pre-gara nel bodybuilding, il consumo di carboidrati dopo la sessione di allenamento favorisce il ripristino delle scorte di glicogeno muscolare e aumenta la capacità di mantenere elevati volumi di allenamento, anche in più sessioni nell’arco della stessa giornata. La settimana di picco (peak week), rappresenta l’ultima fase della preparazione alla gara per un bodybuilder ed è caratterizzata da manipolazioni estreme dei fluidi corporei, tramite diversi protocolli di assunzione di acqua e sali, e dalla cosiddetta “ricarica di carboidrati”, meglio nota come carico di glicogeno.
In letteratura sono presenti numerosi studi riguardo a questa pratica dietetica, ma tutte le ricerche si riferiscono a sport di tipo endurance e sono finalizzate a massimizzare la prestazione sportiva quando la durata dell’esercizio supera i 90 minuti. Nel bodybuilding, al contrario, la competizione non prevede una vera e propria prestazione atletica, la durata dell’esibizione è di circa 3–5 minuti per ogni singolo atleta e la logica alla base di questa strategia alimentare è la riduzione dell’acqua nel compartimento extracellulare, al fine di migliorare rapidamente e visibilmente la definizione muscolare.

## Protocolli di ricarica
La fisiologica riserva di glicogeno è di circa 15 g per kg di muscolo, lo scopo della ricarica è di aumentare questa riserva fino a circa 40 g per ogni kg di muscolo. Esistono diversi protocolli di ricarica:
Un primo metodo prevede una dieta iperglucidica, mantenuta per 3–4 giorni, che può aumentare le riserve di glicogeno fino a circa 25 g/kg di muscolo (durante questo periodo bisogna evitare il depauperamento di queste scorte che avverrebbe con l’esercizio fisico). Questo metodo è utilizzato dagli atleti che vanno più facilmente incontro a ipoglicemia quando sottoposti a regimi dietetici a basso tenore di carboidrati.
Un secondo metodo è quello di consumare le riserve di glicogeno attraverso l’allenamento intenso e successivamente seguire una dieta iperglucidica per 3–4 giorni. In questo modo, è possibile raddoppiare le riserve di glicogeno basali e, anche in questo caso, è bene non eseguire esercizio fisico durante la fase di ricarica.
Un terzo metodo prevede una specifica combinazione di allenamento intenso associato a dieta ipoglucidica e successiva astensione dall’attività fisica associata a dieta iperglucidica. L’atleta deve praticare una fase di 3 giorni in cui esegue un allenamento più intenso rispetto all’abituale e una dieta povera di carboidrati (circa il 20% dell’introito calorico) e ricca di proteine (3,1 g/kg di massa magra/die). Lo scopo di questa prima fase è quella di esaurire le riserve di glicogeno e creare in tal modo lo stimolo per la supercompensazione. Successivamente l’atleta segue una dieta ad alto tenore di carboidrati (circa l’80% dell’introito calorico deve essere supportato dai carboidrati, di cui la maggior parte carboidrati complessi) e ridotta di proteine (1 g/kg di massa magra/die). Durante la fase di ricarica non bisogna eseguire alcun tipo di allenamento. Questo ultimo approccio permette di incrementare le scorte di glicogeno fino a 40–50 g/kg di muscolo.

## Sintesi del glicogeno
Nel 1966, Bergström e colleghi dimostrarono che l’abilità di ipercompensare il glicogeno muscolare è strettamente correlata all’esercizio fisico che precede la ricarica.
L’attività della glicogeno-sintasi, l’enzima regolatore chiave nella sintesi del glicogeno, è controllata dall’attivatore allosterico glucosio-6-fosfato (G6P), e dalla fosforilazione covalente dei residui inibenti. L’insulina migliora la sintesi del glicogeno aumentando l’assorbimento del glucosio e promuovendo la defosforilazione e, quindi, l’attivazione della glucosio-sintasi. Rispetto all’insulina, l’esercizio fisico comporta una defosforilazione più pronunciata e quindi una maggiore attivazione della glucosio-sintasi nel muscolo scheletrico.
La protein-chinasi attivata da AMP (AMPK) funge da regolatore dell’energia cellulare. AMPK si lega alle particelle di glicogeno e può anche fungere da sensore del combustibile cellulare; invece, il glicogeno muscolare è un regolatore negativo dell’attivazione di AMPK. L’attivazione prolungata di AMPK è accompagnata da un’elevata concentrazione di glicogeno muscolare ed è stato dimostrato che l’attività di questo enzima aumenti con l’esercizio fisico e rimanga elevata anche dopo alcune ore dalla fine dell’esercizio. L’attivazione di AMPK migliora la sensibilità all’insulina e stimola l’ossidazione dei grassi, in modo che il glucosio intracellulare venga veicolato verso la sintesi di glicogeno anche quando le riserve sono tornate ai valori basali. Pertanto, AMPK è fondamentale per il processo di supercompensazione.

## Carico di glicogeno e stato di idratazione
La struttura chimica della molecola di glicogeno è quella di un polimero ramificato di glucosio dall’elevato peso molecolare. Numerosi studi, condotti sia su cavie animali sia sugli esseri umani, hanno dimostrato che l’aumento del glicogeno muscolare, ottenuto attraverso il carico di carboidrati, è accompagnato da un aumento di 2,7–4,0 g di acqua per ogni grammo di glicogeno. Inoltre, studi che utilizzavano la risonanza magnetica e la bioimpedenziometria segmentale multifrequenza hanno dimostrato che questo incremento idrico avviene significativamente a carico del compartimento intracellulare. Tradotto in termini pratici per il bodybuilding questo significa maggiore volume e definizione muscolari.
In uno studio pubblicato nel 2016 i ricercatori hanno analizzato, mediante bioimpedenziometria segmentale multifrequenza, i cambiamenti nel contenuto di acqua corporea e la distribuzione tra i compartimenti intra- ed extracellulare, dopo una ricarica di carboidrati di 3 giorni, in cui i partecipanti hanno consumato una dieta ad elevato tenore di carboidrati (12 g/kg di peso corporeo) per 72 ore, dopo la deplezione delle riserve di glicogeno mediante un esercizio al cicloergometro. Rispetto ai valori di partenza dopo il carico di glicogeno si è evidenziato un aumento dell’acqua totale corporea (Total Body Water): il contenuto di acqua intracellulare è significativamente aumentato, mentre il contenuto di acqua extracellulare non mostrava alterazioni. Analizzando i segmenti corporei, si è visto come il carico di glicogeno abbia determinato incrementi non significativi dell’acqua intracellulare a livello del tronco e degli arti superiori e un aumento significativo a livello degli arti inferiori. L’incremento di acqua intracellulare segmento-specifico può essere spiegato dal tipo di esercizio utilizzato per la deplezione del glicogeno, che ha interessato per l’appunto gli arti inferiori.
Già altri studi in passato, tra cui il pionieristico studio di Bergström e collaboratori, avevano dimostrato che la supercompensazione del glicogeno avviene a carico dei muscoli allenati.

## Influenza degli ormoni
La quasi totalità degli studi riguardanti il carico di glicogeno sono stati effettuati su soggetti di sesso maschile. Sono state ormai ampiamente dimostrate le differenze metaboliche sesso-correlate che dipendono dalle differenze ormonali intrinseche.
L’estradiolo sembra essere il principale mediatore di queste differenze ed è ragionevole pensare che, così come influenza il metabolismo dei carboidrati, allo stesso modo possa giocare un ruolo chiave nel carico di glicogeno. L’estradiolo serve principalmente per lo sviluppo dei caratteri sessuali secondari femminili. Questo ormone steroideo viene secreto ciclicamente dalle ovaie, con un picco al momento dell’ovulazione. Inoltre, l’estradiolo è stato collegato con vari enzimi che svolgono un ruolo nel metabolismo energetico.
La diminuzione dei livelli circolanti di lipoproteina lipasi adipocitaria (LPL) è stata correlata con alti livelli di estradiolo, che possono comportare un uso aumentato di trigliceridi da parte del muscolo scheletrico a vari intervalli di tempo durante il ciclo mestruale. Alcuni studi hanno anche dimostrato un aumentato utilizzo dei lipidi durante la fase luteale del ciclo mestruale. Non ci sono prove che indicano variazioni nelle concentrazioni di glicogeno muscolare durante tutto il ciclo mestruale. Tuttavia, il muscolo scheletrico femminile sembra avere una maggiore sensibilità all’insulina rispetto a quello maschile, e questo teoricamente comporterebbe una maggiore conservazione del glicogeno muscolare.
Uno dei primi studi per valutare una possibile differenza di genere nel carico di glicogeno è stato effettuato da Tarnopolsky e colleghi; in questo studio 2 gruppi di corridori, maschi e femmine, hanno seguito una dieta iperglucidica (75% di carboidrati) per 4 giorni. Lo studio ha mostrato che gli uomini hanno incrementato il contenuto di glicogeno muscolare del 41% e migliorato i tempi della prestazione sportiva del 45%; invece le donne non hanno mostrato alcun incremento di glicogeno muscolare e un miglioramento della prestazione del 5%. Le donne hanno assunto 6,4 g di carboidrati per kg di peso corporeo, invece gli uomini hanno assunto 8,2 g di carboidrati per kg di peso corporeo. Gli autori hanno ipotizzato che questo incremento di carboidrati nelle donne non fosse sufficiente a determinare la supercompensazione. Infatti, diversi studi suggeriscono l’esistenza di una soglia di ricarica di carboidrati che corrisponde a 8–10 g/kg.
Quando l’introito di carboidrati raggiunge i 12 g/kg di massa magra, uomini e donne raggiungono livelli comparabili di supercompensazione. Per poter mantenere questi livelli di carboidrati durante il carico, le donne devono aumentare l’introito calorico del 34%; pertanto, una donna, per ottenere benefici comparabili a quelli di un uomo, deve assumere delle calorie extra piuttosto che aumentare esclusivamente l’introito di carboidrati. In particolare, una donna ha bisogno di consumare circa il 30% in più di energia per 4 giorni per garantire che l’assunzione di carboidrati raggiunga livelli superiore a 8 g/kg/die.

## Bilancio idro-elettrolitico
Uno degli aspetti più rilevanti della preparazione alla gara è il bilancio idro-elettrolitico, non solo per il risultato agonistico ma soprattutto per la salute dell’atleta. Durante la fase di scarica bisogna impostare un incrementato introito idrico per prevenire la disidratazione causata dagli allenamenti faticosi e dalla dieta povera di carboidrati che di per sé ha un effetto diuretico.
Nella successiva fase di ricarica, invece, l’introito di liquidi va ridotto; in questo modo, forzando un po’ i processi omeostatici del nostro organismo, potremo spostare ulteriormente i liquidi dal compartimento extra- a quello intracellulare, raggiungendo così la massima definizione muscolare.
Per quanto riguarda gli elettroliti, è fondamentale correggere il bilancio di potassio perché, durante la fase di ricarica, entra all’interno delle cellule muscolari insieme al glucosio, per effetto dell’insulina, per cui è bene praticare una corretta integrazione di questo catione.
Un altro elettrolita da dover bilanciare è sicuramente il sodio. Aumentando l’introito di sodio durante la fase di scarica e riducendolo opportunamente durante la fase di ricarica è possibile modulare i meccanismi omeostatici, che porterebbero a un’aumentata produzione di aldosterone con conseguente ritenzione di acqua e sodio, ottenendo così il risultato di preservare la definizione muscolare.
Importante è, infine, il fosforo, che nella fase di ricarica viene captato attivamente dalle cellule muscolari, per formare composti energetici, per cui è importante una sua integrazione al fine di scongiurare i classici segni neurologici e muscolari di ipofosforemia, quali ansia, irritabilità, calo della forza e dei riflessi.
Riguardo al bilancio idro-elettrolitico in fase di preparazione alla gara, la letteratura è del tutto carente e numerosi studi saranno necessari prima di poter convalidare scientificamente ciò che, allo stato attuale, è affidato esclusivamente alla conferma empirica.